# Wienerschnitzel (fastfoodkæde)
Wienerschnitzel er en amerikansk fastfood restaurant grundlagt af John Galardi i 1961 i Wilmington, Californien, hvor den stadig har hovedkvarter i dag.